# Quod erat demonstrandum

Expresia Quod erat demonstrandum (adesea redusă la acronimul Q.E.D.) este folosită în terminologia matematică însemnând în română „ceea ce era de demonstrat”. La rândul său, expresia latină este echivalentul expresiei grecești ὅπερ ἔδει δεῖξαι (hoper edei deixai), folosită frecvent de mulți matematicieni greci antici, precum Euclid sau Arhimede.
Expresia Q.E.D. este relativ frecvent folosită în zilele noastre la sfârșitul unei demonstrații matematice pentru a sublinia completitudinea demonstrației și pentru a arăta că s-a ajuns la rezultatul dorit. Totuși, prezența acestei abrevieri nu este atât de frecventă azi așa cum a fost de-a lungul a multor secole trecute, când limba latină a fost preponderent limba științifică a europenilor și nu numai a acestora.
Mai puțin frecvent era folosită și expresia quod erat faciendum (ceea ce trebuia făcut), prescurtată Q.E.F., și aceasta o traducere din limba greacă, ὅπερ ἔδει ποιῆσαι (hoper edei poiēsai).
În lucrările moderne de matematică se folosesc în același scop simboluri speciale, de exemplu ■ (pătrat plin), □ (pătrat gol) sau caracterul Unicode specializat U+220E ∎, numit End of Proof (sfârșitul demonstrației).
Printre alții, au folosit în lucrările lor expresia quod erat demonstrandum următorii oameni de știință:
- Bartholemew Zamberti în 1505 - cea mai veche folosire într-o tipăritură;
- Galileo Galilei în 1632 (Dialogo sopra i due massimi sistemi del mondo);
- Benedictus de Spinoza în 1665 - într-o lucrare de etică demonstrată geometric;
- Isaac Barrow;
- Isaac Newton.